# Трое из Леса
«Трое из Леса» — цикл книг Юрия Никитина о приключениях трёх невров, изгнанных из своего племени, обитающего в дремучем Лесу, в большой мир. Первая изданная книга цикла («Трое из Леса») была также первой книгой, написанной в жанре героического направления русского фэнтези. Цикл иллюстрирует развитие человечества от «древних времён» до наших дней, поднимая вопросы предопределённости судьбы, поиска «истины для всех», построения мира на основе справедливости, развития мировых религий и роли технологического прогресса в обществе. Автор предлагает концепцию изменения восприятия мира человечеством по мере его взросления — так, вначале это плоский, покоящийся на черепахе мир, к концу цикла — мир в современном научном представлении.

## Книги цикла

### «Начало всех начал»
Тема происхождения мира часто использовалась различными авторами в своих произведениях. «Начало всех Начал» повествует о первых главах Библии, (а точнее — о содержании книги Бытия), от сотворения мира по библейской версии и до окончания Всемирного потопа. Являясь предысторией к циклу «Трое из Леса», книга вскользь упоминает и о происхождении таинственного племени невров, к которым в своих странствиях забредает Мафусаил. Несмотря на то, что автор основу взял из Библии (что само по себе является примечательным для его творчества), многое было добавлено, переработано и объяснено. Никитин также использовал в романе мотивы из Талмуда и каббалы: несовершенные миры, созданные до нашего; Лилит, созданная из огня, презирающая Адама, созданного из глины; субботние свечи как искупление для женщины; живописный и жестокий мир до потопа.

### «Яфет»
Когда строительство Вавилонской башни замерло, преследуемый погоней Яфет отправился в гиперборейские земли. Те далекие края стерегут исполины и магические создания. Бывшему правителю Вавилона надо заключить союз с таинственными неврами. От них зависит, смогут ли Яфет и его племя осесть в Гиперборее.

### «Трое из Леса»
В Лес пришла весна. Народ Невров оживает после мучительной зимы и готовится ко дню Посвящения в Охотники. Кто останется — тот гой. Кто не пройдёт — изгой. В этом году печальная участь постигла двоих: ленивого дударя Таргитая, 18-летнего внука Тараса, и Олега, 21-летнего сына Дубыни, неудачливого ученика Старшего Волхва Боромира. Только они не приносят Племени пользы. Олег предлагает Таргитаю идти вместе, чтобы увеличить шансы на выживание; они решают идти на восток — через бескрайнее Болото, кишащее упырями, водяницами и болотными кикиморами. Через несколько дней к ним присоединяется и один из лучших охотников Народа — Мрак, любитель слушать песни Таргитая. В пути они попадают в плен к обитателям Болота — дрягве, что поклоняются жестоким богам и живут в мире с болотной нечистью. Их приводят к мудрому Старику, от которого узнают древнее пророчество:
Невры — народ… странный. […] Могучий и опасный. В древних пророчествах сказано, что когда невры выйдут из Леса… мир уже не будет прежним.
Через некоторое время после того как троица вырывается от дрягвы, они попадают в Степь, где становятся свидетелями несправедливости этого мира. Они натыкаются на разрушенную злобными киммерами деревню полян, где осталось в живых всего несколько человек. Невры помогают выжившим хоть немного восстановить деревню, Таргитай думает о том, чтобы остаться, Олег находит книгу местного волхва, Мрак учит изгоев охотиться и стрелять из лука. Во время одной из отлучек на охоту, отряд киммеров, под предводительством царевича Фагимасада, убивает последних выживших и Трое решают отомстить кагану киммеров, уверенные в том, что этим самым изменят мир в лучшую сторону.

### «Трое в Песках»
После разрушения киммерийского каганата, полумертвая Троица прилетает на ковре-самолёте в Пески и заходят в башню мага по имени Гольш, перед которой опустился ковёр. Поскольку они уже поняли, что на самом деле миром правят не цари и каганы, а маги и колдуны, Трое решают овладеть магией. Гольш сначала пытается их учить, но после нападения на башню в его отсутствие, когда невры захватили в плен Лиску — одну из нападавших, на башню начали движение зловещие тучи Зла. Маг, решив, что причина этого — его гости и пленница — выгоняет их, но рассказывает о Магическом Жезле с помощью которого можно попробовать сразиться со злыми магами. Жезл находится в северной стране Гиперборее на Мировом Дереве, от которого пошли все остальные деревья. Во время путешествия их преследует Фагимасад, после разгрома киммерийского каганата потерявший всё, принявший имя Агимас и поклявшийся отомстить виновникам — Троим.
Достигнув своей цели, Олег, Мрак и Таргитай понимают, что маги всего лишь выполняют чужую волю: истинными владыками мира являются боги.

### «Трое и Боги» («Трое и Дана»)
На этот раз Трое решают сразиться со злыми богами, чтобы уничтожить Мировое Зло. За советом они прилетают на Змее к могущественной богине реки Данапр — Дане. Не зная ответа, она предлагает посетить мудреца Аристея, который может им помочь. Троица отправляется в Вечный Город, где тот проживает. Чтобы ускорить поиски, они решают разделиться. Олег встречает Кору, которая знает, где можно найти Аристея, а Таргитая приглашает к себе на службу местный князь. Тем временем, Мрак попадает в западню, подстроенную одним из старых врагов — Мардухом. С трудом выбравшись, он находит друзей и после обмена новостями они опять расходятся на поиски. На этот раз в ловушку попадают все трое, на этот раз к Фагиму, бывшему ученику Мардуха, оказывается, на его стороне — могущественный бог.
Когда же Трое наконец находят Аристея, то узнают, что мир скоро исчезнет. Даже осознавая невозможность спасения мира, они всё-таки решаются хотя бы попытаться предотвратить неотвратимое.

### «Трое в Долине»
Мрак отравлен смертельным ядом, Таргитай стал богом Сварогом, Олег попал меж двух огней — и Лиска, и Кора претендуют на него. Они даже не успевают отдохнуть, как появляется Числобог, и сообщает, что Бог богов Род решает, кому передать мир. Кому он вручит своё Перо, тот народ и будет править миром. Однако, людей даже не пригласили. Герои решают выяснить, кому по праву должна принадлежать власть, и отправляются в путешествие к лешим и древним деревьям, знакомясь с их знаниями и мудростью. От того, что они узнали, зависит их решение — пытаться ли изменить ситуацию и не дать чуждым людям существам получить власть над миром.

### «Мрак»
Мрак, могучий варвар из дикого Леса, не знает равных в бою, а, кроме того, он умеет оборачиваться волком, как и легендарные невры, о которых писал Геродот. А ещё он, как никто другой, умеет быть преданным и хранить любовь, ради которой он даже не страшится отправиться в подземное царство на верную погибель.
После того, как Мрак, Олег и Таргитай разошлись в разные стороны, Мрак идет на поиски своей возлюбленной, которую он когда-то спас от жертвенного клинка. Вскоре он попадает в плен, но вырывается оттуда, взяв в заложники Додона, царя Куявии. Вырвавшись из плена он узнаёт, что его возлюбленная — племянница Додона Светлана. Несмотря на то, что царь уже должен был добраться до стольного града, в Куябе он так и не появился. В стране зарождается смута и Светлана обещает выйти замуж за того, кто вернёт царя. Мрак решает, что того либо нашли разбойники, либо съели волки, но всё же отправляется на его поиски. Вскоре он находит его и приводит его к Светлане, требуя свою награду. Царевна соглашается, но Мрак, видя её нежелание, сам отказывается от свадьбы и уходит в странствие, не реагируя на реальный мир, полностью погрузившись в вымышленный мир, где он находится рядом со Светланой. Тем временем Светлану решают свергнуть с трона и уже готовят для этого завоевательную армию.

### «Передышка в Барбусе» («Мрак 2»)
Продолжение книги «Мрак», повествующее о нелегкой доле Мрака — быть человеком. Эта книга представляет собой размышления Ю. А. Никитина о самой структуре власти, её сущности и влиянии личности на государство. Множество похожих примеров, взятых из популярных и не очень источников о мудрых правителях, резко контрастирует с колоритным образом главного героя Мрака. Классический романтический образ варвара подвергается некоторым «вывертам» со стороны автора — порой чёрное чувство юмора, привязанность к питомцу-жабе.

### «Передышка не бывает долгой»
Продолжение книги «Передышка в Барбусе». Мрак нашел в Барбусе себя, друзей, чистейшую душу, что ждет его и верно любит... Но, передышка не бывает долгой, тцари соседних стран собирают совет, на котором будет решена судьба Барбуса.

### «Семеро Тайных»
Хронологически предшествует роману «Мрак». Вот и настала пора расстаться троим друзьям. Таргитай отправляется на небеса, Мрак — искать ту, которую выдрал из лап жрецов Перуна, Олег — в пещеры, искать Истину. Проходит три года. Олег понимает, что сам многого достигнуть сможет только к глубокой старости, годам к тридцати, а то и сорока. Поэтому он решает идти в услужение к любому магу, который возьмётся его учить. Первым на его пути встречается Россоха, но учить юношу отказывается. Олег узнаёт, что ожидается великая война, ибо все 3 года не было никаких войн, а теперь всё отольётся.

### «Изгой»
Прошло 20 лет после событий, описывавшихся в «Семерых Тайных». Олег встречает Скифа, младшего сына Колоксая, и вместе с ним направляется в город среднего сына Колоксая, Гелона, названный по его имени.

### «Таргитай»
После ухода Мрака и Олега у ставшего богом Таргитая жить в удовольствие не выходит — то Числобог пошлет за тридевять земель, то Атлант попросит о помощи. На Сивке-бурке прокатись, в вихре полетай, царскую дочку спаси… А тут еще появляется жаждущий мести Перун, и Таргитай понимает, что от своего «боговства» он уже не отвертится.

### «Таргитай-2. Освобождение»
Продолжение книги "Таргитай" из расширенного цикла "Трое из леса возвращаются". Таргитай продолжает странствовать, повергает древнее Зло, что пытается утвердить свою власть. И вроде настало время остепениться в окружении жены и детей, но боги вновь призывают Таргитая взяться за Меч. Исход решающей битвы неведом, а Таргитаю и подавно.

### «Истребивший магию»
Олег уничтожает колдунов и все оставшиеся источники магии, разочаровавшись в людях, получивших власть, найдя источники магической силы. Весь путь с ним проходит случайно спасенная им от волков девушка. По всему миру ползет слух о воине, уничтожающем магию, но никто не знает, что им является древний и могучий маг, не нуждающийся в источниках магии…

### «Фарамунд»
В книге рассказывается об образовании разбойником по имени Фарамунд (см. Фарамонд) племенной Галлии и строительстве Лютеции.События в романе происходят за некоторое время до падения Римской империи, а заканчивается повествование вскоре после захвата Рима.

### «Гиперборей»
Олег Вещий, прозванный Богоборцем, оказывается вынужденным временно прервать своё отшельничество из-за племени обров. Он направляется в Великий Новгород, чтобы убедить Гостомысла призвать на княжение Рюрика, единственного человека, который сможет объединить Русь, что предотвратит захват страны германцами в будущем.

### «Вещий Олег»
Книга является продолжением романа «Гиперборей». По наущению Совета Тайных, древних магов, управляющих судьбами мира, отравлен князь Рюрик. Его верные воеводы призывают в Новгород волхва Олега, отошедшего было от мирской жизни в поисках Истины. Олегу Вещему и вершить дело, столь яростно начатое ранее, объединять разрозненные славянские племена и обустраивать Русь. Между тем Тайные уже двинули унгорские орды Альмоша и Арпада на земли славян.

### «Битва за Царьград»
Роман является непосредственным продолжением книги «Вещий Олег». После победы над унграми героям — Олегу и Мраку — предстоит «отмстить неразумным хазарам» и наказать Византийскую империю. Но и Тайные не дремлют и наносят ответный удар.

### «Святой Грааль»
Первая книга серии, в которой появляется сэр Томас Мальтон из Гисленда. Вместе с волхвом Олегом они несут чашу Святой Грааль на родину Томаса, в Британию.

### «Стоунхендж»
Томас Мальтон добрался до родной Британии, да ещё и Святой Грааль сумел довезти. Но ждут ли его дома? И оставят ли его в покое Семеро Тайных, чьи планы он так мастерски разрушил? Решить эти проблемы Томасу поможет его верный друг-калика Олег.

### «Откровение»
После того как Томаса Мальтона выбирают Королём и он женится на Яре, его невесту крадут силы, с которыми Томас ещё не сталкивался. Вместе со своим спутником Олегом рыцарю храма предстоит пройти Ад и Рай и спасая свою женщину оказать услугу Богу.

### «Возвращение Томаса»
Томас Мальтон и Олег возвращаются вместе со спасённой Ярославой и примкнувшей к ним Лилит в земли Томаса. Но здесь Мальтону уже не рады и Томас принимает решение отправиться на поиски новых земель. В одном из многочисленных княжеств он поступает на службу к тамошнему королю, который отдаёт ему обширнейшие земли, заполненные демонами (на самом деле скандинавскими богами, которые хотят вернуть своё владычество, возродить свой культ). Олег отговаривает богов от этого решения.
Томас остаётся княжить на своей земле.

### «Меч Томаса»
Действие романа разворачивается во второй трети XVIII века на Оловянных островах, на что намекает участие в романе виконта Генри Кандиша (Кавендиша). Олег по прозвищу Вещий, древний волхв, тот самый невр, в начале эпох вышедший из Леса, теперь именуется пастором. Но от этого не становится ближе к Богу ни на дюйм. Вместе с искательницей приключений, авантюристкой Люсиль, он старается найти и уберечь от злых рук тот самый знаменитый меч, которым некогда, века назад, владел его друг, рыцарь Томас Мальтон. Теперь меч почитается в качестве святыни и могущественного артефакта.

### «Башня-2»
Действия романа развиваются в 90-х годах XX века. После провала Яфета (см. Иафет) с «Вавилонской башней» он не сдался, а начал разрабатывать проект «Башня-2». Только сейчас он является главой совета Семерых Тайных, поддерживаемым большинством голосов. Помешать претворению его плана в жизнь может только один человек, обладающий правом вето — Олег Вещий, создатель Совета.
Олег пытается узнать, на что брошены силы Яфета, но решает, что в одиночку ему не справиться. За помощью он обращается к старому другу — Мраку.

### «Человек с топором»
Мрак находит Олега в глубокой депрессии — Вещий, продолжая перестраивать своё тело и исследовать обретённые сверхчеловеческие способности панически боится этих самых изменений. Чтоб ему было не так страшно, Олег решает научить подобному и Мрака, однако, оказывается, что тот получил сигнал от Таргитая, что тому плохо и требуется помощь друзей; в связи с этим, невры вынуждены развивать свои способности намного быстрее запланированного.

### «Зачеловек»
Мрак и Олег живут в нынешнем мире и стали называть себя «Зачеловеками», так как обрели возможности недоступные всему человечеству — они научились управлять материей и энергией (к примеру, упав с высотного здания и пробив огромную дыру в земле, Олег может встать, не получив ни единой царапины). Таргитай превратился в нечто иное, природу чего они объяснить не могут, равно как и найти его…

## Произведения по мотивам цикла «Трое из Леса»
Музыка
- Пауэр-метал-группа Арда выпустила песню «Мрак» на мини-альбоме «Экзорцист», написанную по мотивам одноимённой книги.
- Фолк-рок-группа Дорога Водана — «Мрак», «Вещий Олег», «Песня Даны», «Корчма», «Ты вспомни обо мне» («Песня Таргитая»).